# 荒川亀斎

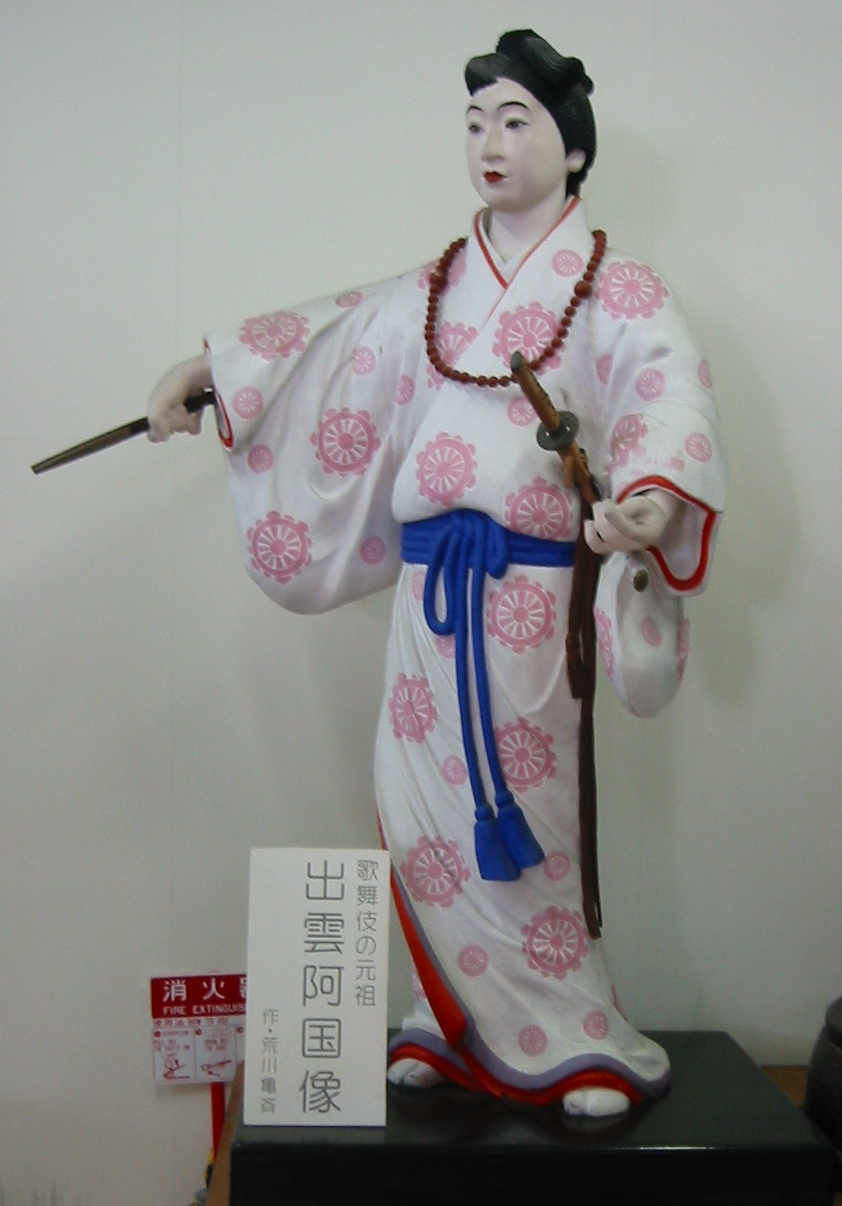
荒川亀斎作
（出雲阿国）

荒川 亀斎（あらかわ きさい、文政10年4月25日（1827年5月20日） - 明治39年（1906年）10月14日）は、島根県松江市横浜町出身の彫刻家である。名は明生、通称は重之輔。木彫りの彫刻等が有名であるが、機械器具の発明家でもある。
幼少期から彫刻界の天童と謳われ、地元では名の通った彫刻家だった。彫刻だけでなく、日本画、国学、書道、金工などを幅広く身につけた。1893年シカゴ万博に「稲田姫像」を出品して優等賞、1900年パリ万博に「征韓図」を出品して銅牌を受賞した。1890年小泉八雲と出会い、その後も交流が長く続いた。1906年死去。洞光寺に葬られた。

## 主な作品
- 晋門院（観月庵）の松尾芭蕉像
- 張子虎
- 櫛稲田姫像（明治26年（1893年）のシカゴ万博博覧会優秀賞）
- 征韓図（明治33年（1900年）のパリ万国博覧会銅賞）